# Toulouse
Toulouse (kiejtés /tuluz/ kiejtéseⓘ, régen Tolosa) város Dél-Franciaországban, a Garonne folyó partján. Okcitánia régiónak és Haute-Garonne megyének is székhelye (prefektúra).  Franciaország negyedik legnépesebb városa. Beceneve ville rose, vagyis a rózsaszín város.

## Éghajlata
| Hónap                                                                     | Jan. | Feb. | Már. | Ápr. | Máj. | Jún. | Júl. | Aug. | Szep. | Okt. | Nov. | Dec. | Év   |
| ------------------------------------------------------------------------- | ---- | ---- | ---- | ---- | ---- | ---- | ---- | ---- | ----- | ---- | ---- | ---- | ---- |
| Rekord max. hőmérséklet (°C)                                              | 21,2 | 22,1 | 27,1 | 30,0 | 33,4 | 39,8 | 40,2 | 40,7 | 35,3  | 30,8 | 24,3 | 21,1 | 40,7 |
| Átlagos max. hőmérséklet (°C)                                             | 9,5  | 11,1 | 14,5 | 17,0 | 21,0 | 25,2 | 28,0 | 27,9 | 24,6  | 19,5 | 13,3 | 9,9  | 18,5 |
| Átlagos min. hőmérséklet (°C)                                             | 2,4  | 3,0  | 5,0  | 7,1  | 10,9 | 14,3 | 16,5 | 16,5 | 13,4  | 10,5 | 5,8  | 3,2  | 9,1  |
| Átl. csapadékmennyiség (mm)                                               | 51   | 42   | 49   | 70   | 74   | 60   | 38   | 47   | 47    | 57   | 51   | 52   | 638  |
| Havi napsütéses órák száma                                                | 93   | 115  | 175  | 186  | 209  | 228  | 253  | 239  | 204   | 149  | 96   | 85   | 2031 |
| Forrás: Météo France , Infoclimat.fr (humidity and snowy days, 1961–1990) |      |      |      |      |      |      |      |      |       |      |      |      |      |

| Hónap                         | Jan. | Feb. | Már. | Ápr. | Máj. | Jún. | Júl. | Aug. | Szep. | Okt. | Nov. | Dec. | Év   |
| ----------------------------- | ---- | ---- | ---- | ---- | ---- | ---- | ---- | ---- | ----- | ---- | ---- | ---- | ---- |
| Rekord max. hőmérséklet (°C)  | 23,3 | 24,8 | 28,3 | 29,9 | 33,9 | 39,3 | 40,2 | 44,0 | 36,0  | 35,4 | 27,0 | 26,9 | 44,0 |
| Átlagos max. hőmérséklet (°C) | 9,7  | 11,1 | 14,5 | 16,9 | 20,9 | 25,0 | 28,0 | 28,0 | 24,6  | 19,5 | 13,4 | 10,1 | 18,5 |
| Átlagos min. hőmérséklet (°C) | 2,6  | 3,3  | 5,4  | 7,4  | 11,3 | 14,7 | 16,8 | 16,7 | 13,7  | 10,8 | 6,1  | 3,4  | 9,4  |
| Átl. csapadékmennyiség (mm)   | 50   | 39   | 46   | 66   | 74   | 58   | 39   | 43   | 52    | 55   | 52   | 53   | 626  |
| Havi napsütéses órák száma    | 93   | 117  | 174  | 187  | 208  | 225  | 247  | 235  | 203   | 148  | 95   | 85   | 2015 |
| Forrás: Météo France          |      |      |      |      |      |      |      |      |       |      |      |      |      |

## Történelme

### A római hódítás előtt
Ősi, a későbbi városmagtól keletre épült, ibérek, illetve ligurok lakta kelta településből fejlődött ki. A város magva a Garonne nagy kanyarjának külső, keleti ívén épült a folyó kavicsos teraszán mint kisebb mezőváros; a bal parti lapály csak később népesült be. Lakosságában az i.e. 2. század végére a liguirok kerültek többségbe.
Vaskori neve Bazacle volt, ami a „gázló” jelentésú latin vadaculum kifejezésből származik, és arra utal, hogy fontos folyami átkelőhely volt.

### A római időkben
A rómaiak i.e. 106-ban foglalták el, és Gallia Narbonensis provinciában Tolosa néven jelentős várossá fejlődött. Légiók táborhelyéből fejlődött katonavárossá, majd tartományi székvárossá léptették elő.

### A Vizigót Királyság fővárosa
418 végén vagy 419 elején a vizigótok átkeltek a Pireneusokon; elfoglalták Bordeaux-t és Toulouse-t. Ezután a továbbra is Tolosának nevezett várost tették királyságuk fővárosává.

### A Frank Birodalomban

Frank és gót hadjáratok Akvitániában 507–509

507-ben a vouillé-i csatában a vizigótok döntő vereséget szenvedtek az I. Klodvig frank király vezette egyesült frank és burgund csapatoktól, és 508-ban már maga Toulouse is frank kézre került. A gótok kénytelenek voltak feladni galliai területeik zömét, csak Septimaniát tudták megtartani (a keleti gótok beavatkozásának köszönhetően).
778–tól 1271-ig önálló grófság, majd hercegség volt.

### A Toulouse-i grófság
Az 1208-ban ellen kezdett albigens keresztes hadjáratban VI. Rajmund toulouse-i gróf a katharok pártjára állt, mire Simon de Montfort, Leicester 5. grófja túlerőben lévő hadaival elfoglalta a grófságot. VI. Rajmund Angliába menekült, majd  II. Péter aragóniai királynak esküdött hűséget. Az 1213. szeptember 12-én vívott muret-i csatában Simon de Monfort csapatai szétverték az aragón hadat, maga Péter király is odaveszett. A csata az aragón befolyás végét és a francia korona megerősödését hozta Languedoc számára. VI. Rajmund  fia, a későbbi VII. Rajmund toulouse-i gróf aragónokból és katalánokból szervezett seregével 1216. augusztus 24-én bevette Beaucaire-t, majd 1217. szeptember 12-én magát Toulouse-t is. A sikertelen ellentámadás végén Montfort 1218. június 25-én elesett, fia, VI. Amaury de Montfort pedig a vert had maradékaival kitakarodott a grófságból.
1215-ben Szent Domonkos Toulouse-ban alapította meg a később róla elnevezett dominikánus rendet a kathar eretnekség elleni küzdelemre.
VII. Rajmund 1224-ben szövetségese, II. Roger-Bernard de Foix segítségével elfoglalta Carcassonne-t, és ezután békét kötött a keresztesekkel. Amaury de Montfort azonban felajánlotta a névleg még birtokának számító Toulouse-t a koronának, mire 1225-ben a bourges-i zsinat kiközösítette Rajmundot, és VIII. (Oroszlán) Lajos „keresztes hadjáratot” indított ellene.
A király ugyan odaveszett a hadjáratban, de energikus özvegye, Kasztíliai Blanka az 1229-ben kötött meaux-párizsi szerződésben megszerezte a grófság felét, a Trencavel-örökséget. Bár a másik fél birtokában megerősítették Rajmundot, egyetlen lányát azonban Alphonse királyfihoz kellett nőül adnia.
VII. Rajmunddal kihalt a család fiága, majd Johanna halála után végképp nem maradt több leszármazott. A grófságot megszüntették, földjeit a királyi birtokok közé tagolták.
Toulouse a grófság megszüntetése után is megtarthatta városi kiváltságait.

### A hercegség megszűnése után

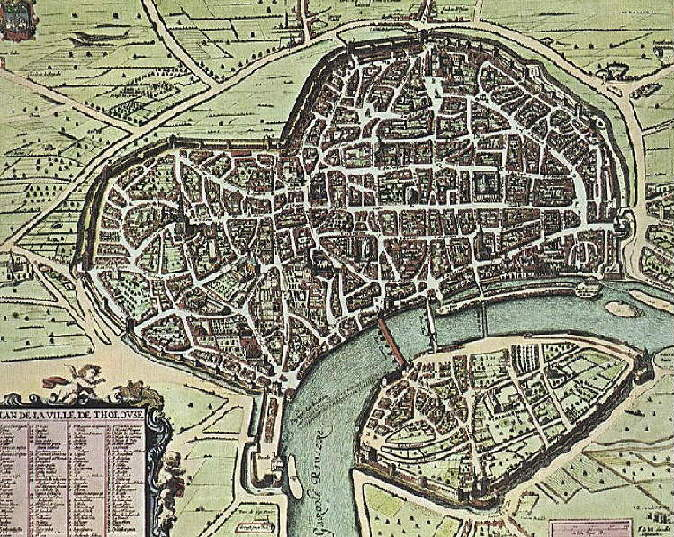
Toulouse térképe 1631-ből

A francia forradalom előtt Toulouse volt Languedoc tartomány székhelye. Jelenleg  Okcitánia régió adminisztratív központja.

Az ipari forradalom máshol jelentős beruházásai elkerülték Toulouse-t, ezért a 18. és a 19. században a város jelentősége csökkent. A 20. században Toulouse-ba helyezték a hadifelszerelések gyártását és a repülőipart, amitől a város ismét életre kelt. Érdekes, hogy Toulouse gyengéje végül erősségévé lett, mert az ipari forradalom okozta környezetrombolás, valamint a szociális-gazdasági átszervezés itt nem jelentkezett. Helyzetét Európa repülőipari központjaként, valamint azt kihasználva, hogy az emberek az ipari területekről szívesen költöznek a melegebb éghajlatú és kevésbé szennyezett levegőjű Toulouse-ba, a város lélekszáma 1960 és 2000 között 50 százalékkal nőtt, mialatt a francia városok átlagos gyarapodása 30 százalék volt. A repülő- és  biotechnológiai ipar kedvezőnek tűnő jövőjére alapozva további növekedése várható.

## Gazdasági élete

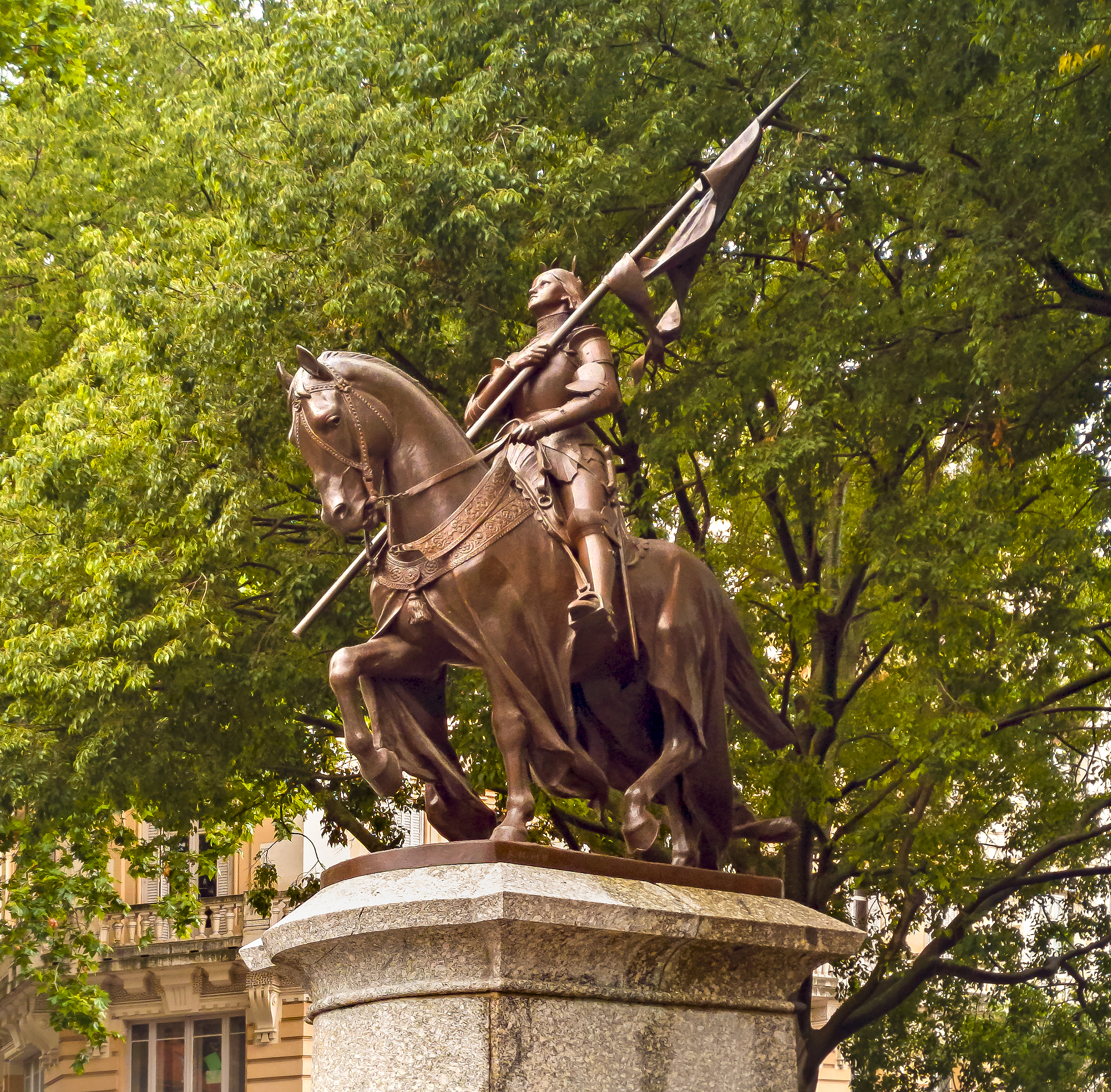
Jeanne d’Arc lovasszobra

Gazdasági életét a ókorban, illetve a középkor első felében közúti csomópont jellege határozta meg. A szállításban a Garonne-nak alárendelt szerep jutott; főleg a Baszkföldre, illetve a Pireneusokon átvezető áruforgalom volt jelentős. Ezt különösen a 11–12. században megtelepedett zsidó kereskedők virágoztatták fel.
A középkorban a polgárok fő terméke a festő csüllengből (Isatis tinctoria) előállított kék festék volt. A kézműipar egyéb ágai is jórészt a mezőgazdaságban, többnyire a környéken termelt alapanyagokat dolgoztak fel.
Az 1681-ben átadott Canal du Midi csatorna tovább élénkítette a város amúgy is pezsgő kereskedelmét; Toulouse Akvitánia és Languedoc legjelentősebb vásár- híd- és kapuvárosává vált. Fellendült a malomipar: nemcsak az aszályos Roussillonban termelt búzát őrölték itt, de sokat importáltak Észak-Afrikából is, és azt bárkák hozták fel a csatornán. A 18. századra Toulouse Nyugat-Európa egyik legnagyobb malomvárosává vált.
Jelenleg a repülőgép- és űripar adja a város gazdaságárak gerincét. Itt található az európai repülőgépgyártás központja, a város az Airbus Group székhelye. Itt működik az Airbus Industrie legnagyobb gyára mellett a légiközlekedés elitiskolája, az Ecole Supérieure „Sup-Aero” is. Az Airbus Defence and Space és a francia Alcatel Space műholdgyár is itt talált helyet, miként a Francia Űrkutatási Központ (CNES) műszaki központja is.
A hagyományos iparágakat vegyi- és textilüzemek képviselik.

## Közlekedése
Párizstól 590 km-re fekszik, ill. félúton az Atlanti-óceán és a Földközi-tenger között.

### Vasúti
Főpályaudvara a Gare de Toulouse-Matabiau, amelyen három vasútvonal is áthalad:
- a Bordeaux–Sète-vasútvonal,
- a Brive-la-Gaillarde–Toulouse-vasútvonal,
- és a Toulouse–Bayonne-vasútvonal.

A városban 1993 óta metró és 2010 óta villamos is közlekedik.

### Légi
Nemzetközi repülőtere a Toulouse-Blagnaci repülőtér, mely a várostól 6,7 km-re északnyugatra fekszik.

### Folyami
Itt ágazik ki a Garonne-ból a folyót a Földközi-tengerrel összekötő Canal du Midi csatorna, valamint a nehezen hajózható Garonne-nal párhuzamosan épített, az Atlanti-ócean felé kapcsolatot teremtő Canal Latéral.

## Kulturális élete

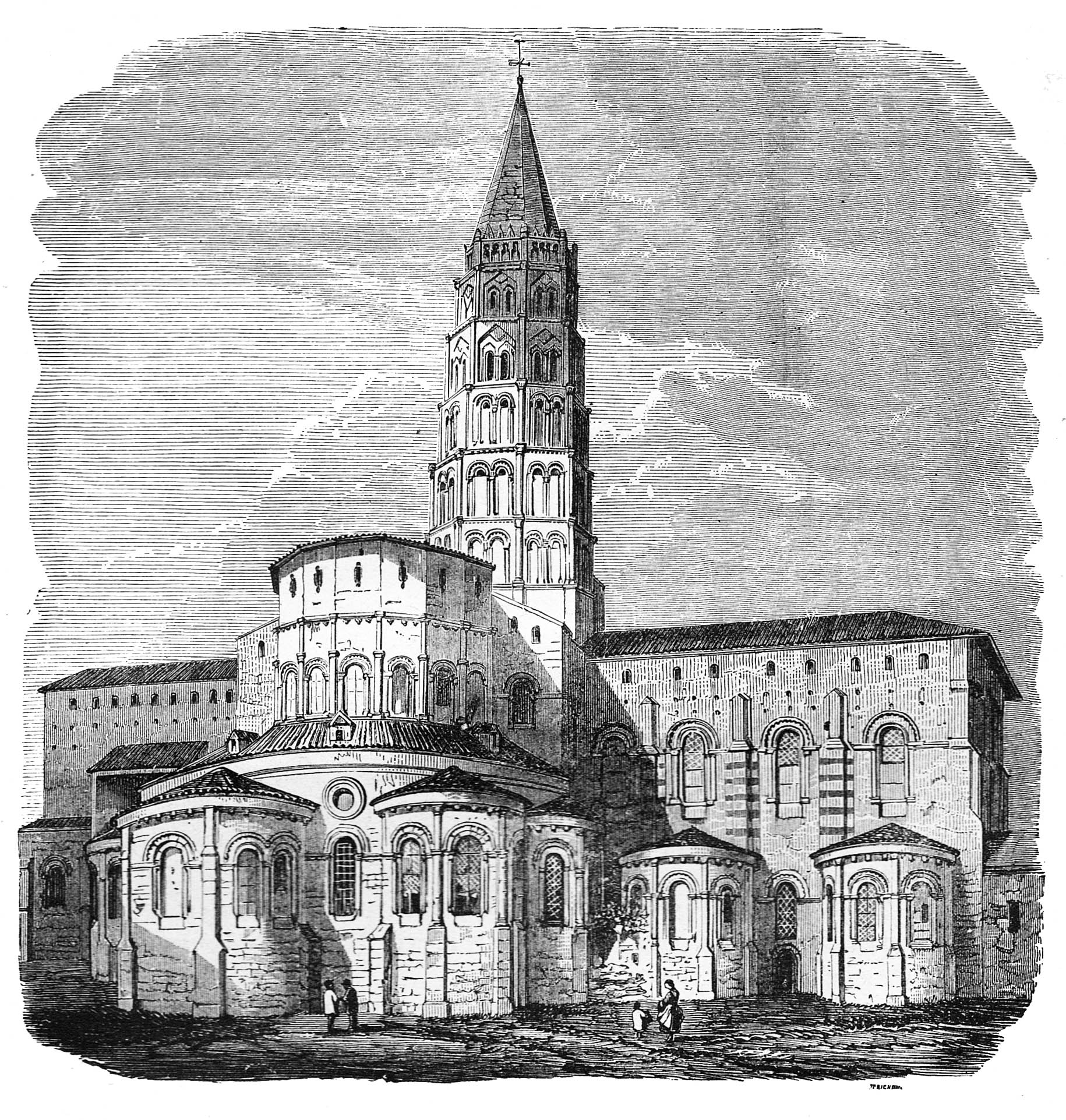
A Saint Sernin-bazilika

Toulouse-ban 1229-ben alapított patinás egyetem működik, és híres a szépművészeti múzeuma is. A városban sok templom található, ezek közül különösen figyelemre méltó az 1000-es években alapított Saint Sernin-bazilika. Az 1700-as évekből fennmaradt városházán (Le Capitole) színházi előadások is zajlanak. A pezsgő zenei életet mutatja, hogy sok népszerű együttes ebből a városból indult útjára, például a fiatal zenerajongók között sikeres Zebda is.
A Théâtre du Capitole az opera és a balett otthona. Az Orchestre National du Capitole az Halle aux Grains-ben játszik. Az Académie des Jeux Floraux, a Francia Akadémia Dél-Franciaország okcitán nyelvet beszélő régiói számára kialakított megfelelőjének székhelye. Ezzel Toulouse az okszitán kultúra nem hivatalos fővárosa. A hagyományos okszitán kereszt Toulouse város és a 2016-ban kialakított Okcitánia régió szimbóluma is.
Toulouse számos repüléstechnikával foglalkozó múzeumnak ad otthont, mint például az Aeroscopia, L’Envol des pionniers és a Cité de l’espace.

### Oktatási intézményei
Világszerte elismert, 1229-ben alapított egyeteme (Université de Toulouse) az egyik legrégibb Európában; több mint 97 000 hallgatójával a lille-i mellett a harmadik legnagyobb francia egyetem Párizs és Lyon után.
További intézmények:
- École nationale de l’aviation civile
- Institut polytechnique des sciences avancées
- Toulouse Business School
- Toulouse School of Economics

### Építészete, jellegzetes épületei
A városközpont arculatát meghatározó vöröstéglás épületei miatt a „vörös városnak” nevezik. A középkorban a kékfestéshez használt festék kereskedelméből meggazdagodott polgárok a városközpontban reneszánsz palotákat emeltek.

## Sport
Legnépszerűbb sportklubja a Stade Toulousain rugbycsapat, mely európa egyik legjobbja.
A Toulouse FC jelenleg a Ligue 2-ben, a második szintű francia labdarúgóligában játszik. A város otthont adott az 1998-as labdarúgó-világbajnokság és a 2016-os labdarúgó Európa-bajnokság meccseinek is.

## Nevezetes toulouse-iak
- Louis Aliot (1969-), francia politikus
- Antoine Darquier de Pellepoix francia csillagász 1718. november 23-án itt született
- Pierre de Fermat, jogász és matematikus
- Gaël Clichy, labdarúgó
- Philippe Mexès, labdarúgó
- Laurent Wolf, DJ
- Jain, énekesnő